# باب گارتساید
باب گارتساید (انگلیسی: Bob Gartside; ۲۱ ژانویهٔ ۱۹۰۶ – ۲۶ اوت ۱۹۷۰) بازیکن فوتبال اهل بریتانیا بود.
از باشگاه‌هایی که در آن بازی کرده‌است می‌توان به باشگاه فوتبال کلیترو، باشگاه فوتبال نلسون، باشگاه فوتبال بیکاپ بورو، و باشگاه فوتبال بارنولدزویک اشاره کرد.